# Pottiopsis caespitosa
Pottiopsis caespitosa är en bladmossart som beskrevs av Blockeel och A. J. E. Smith 1998. Pottiopsis caespitosa ingår i släktet Pottiopsis och familjen Pottiaceae. Inga underarter finns listade i Catalogue of Life.